# Euphaedra inornata
Euphaedra inornata är en fjärilsart som beskrevs av Hans Rebel. Euphaedra inornata ingår i släktet Euphaedra och familjen praktfjärilar. Inga underarter finns listade i Catalogue of Life.